# Eleva-me Senhor
Eleva-me Senhor é o sétimo álbum de estúdio do grupo cristão Santa Geração, liderado por Antônio Cirilo, sendo o nono álbum de toda a sua discografia. Lançado em 2005, seu projeto gráfico traz o desenho de uma água desenhada pelo filho de Antônio Cirilo tinha dez anos. Diferentemente do anterior, Eleva-me Senhor traz várias baladas e características do canto congregacional.

## Faixas
1. "Uma Nova Chama de Amor"
2. "Eleva-me Senhor"
3. "Invocação"
4. "Triunfo de Cristo"
5. "Eu Te Adoro Jesus"
6. "Perfume Derramado"
7. "Pelo Espírito de Deus"
8. "Mil Canções"